# Ken Kutaragi
Ken Kutaragi (久夛良木 健 'Kutaragi Ken'?, Tokio, 2 de agosto de 1950) es el exdirector y director ejecutivo de Sony Computer Entertainment (SCEI), la división de videojuegos de Sony Corporation. Se le conoce como "El Padre de la PlayStation" y sus sucesores y spin-offs, como la PlayStation 2, PocketStation, PlayStation 3, y PlayStation Portable. Ken Kutaragi actualmente es el director ejecutivo de Cellius. 
Los analistas financieros que controlan las pérdidas y ganancias de Sony Corporation han vigilado mucho a Kutaragi. Eso se atribuye al hecho de que la franquicia PlayStation ha dado muchos beneficios a Sony.

## Inicios
Ken Kutaragi nació en Tokio, Japón. Sus padres, aunque no eran ricos, según los estándares japoneses, fueron capaces de mantener su propio negocio -una pequeña imprenta de la ciudad. Mientras Kutaragi crecía, lo animaban para que explorase sus habilidades mecánicas en la planta, y cuando salía del colegio trabajaba allí. Además de sus tareas en la fábrica de sus padres, Kutaragi era estudioso y de alto nivel; normalmente se le describía como uno "claro matrícula de honor".
Kutaragi siempre tuvo el deseo de "reparar", desmontando muchas veces los juguetes para ver como funcionaban. Esta curiosidad se trasladó desde su niñez, llevándolo, ya como adolescente, a aprender lo intrincado de la electrónica. De hecho, finalmente su amor por la electrónica lo llevó a matricularse en la universidad Denki Tsushin, donde obtuvo un título en Electrónica.
Inmediatamente tras su graduación, Kutaragi empezó a trabajar para Sony en su laboratorio de investigación digital. Aunque en su momento se creyó que era una decisión radical, Kutaragi sentía que Sony estaba "a la vanguardia". Rápidamente se ganó una reputación de excelente solventador de problemas e ingeniero adelantado, ganándose esta reputación al trabajar en muchos proyectos exitosos, incluyendo las primeras pantallas de cristal líquido (LCD) y cámaras digitales.

## Papel en la industria del videojuego
A finales de los años 1980. mientras miraba a su hija jugar con una Famicom se dio cuenta del potencial que había en los videojuegos. En aquel particular momento, los directivos de Sony no tenían interés en los videojuegos. Así que, cuando Nintendo expresó la necesidad de un chip de audio con tabla de ondas para su siguiente sistema de 16 bits, Kutaragi aceptó inmediatamente. Trabajando en secreto, diseñó y construyó el chip SPC700. Cuando se descubrió, los ejecutivos de Sony se pusieron furiosos. Gracias a la ayuda del Consejero Delegado de Sony, Norio Ohga, Kutaragi fue capaz de acabar de finalizar el proyecto y mantener su puesto de trabajo.
Incluso mientras estaban trabajando con Nintendo, en Sony los juegos se veían como una moda pasajera y algo que menospreciar. A pesar del ambiente hostil hacia los videojuegos, Kutaragi consiguió persuadir a Sony para que financiase su investigación para la Super NES CD (el periférico que eventualmente acabaría siendo la PlayStation). Aunque se consideraba una apuesta arriesgada, Kutaragi obtuvo el apoyo nuevamente del director ejecutivo de Sony Norio Ohga. El éxito de la PlayStation le indujo al desarrollo de más consolas como la PlayStation 2 y su sucesora, la PlayStation 3 y la otra sucesora la PlayStation 4.
El éxito comercial de la franquicia PlayStation hace a la división Sony Computer Entertainment la unidad de negocio con más beneficios de Sony. Aunque era una novata en el mercado de las consolas contra veteranos como Nintendo y Sega, la primera PlayStation las desplazó de ser las consolas más populares de su era. La PlayStation 2 extendió el liderazgo de Sony durante la siguiente generación, hasta el punto de controlar el 65% del mercado con 100 millones de unidades lanzadas. Se reconoció a Ken por su éxito principalmente por muchas revistas tecnológicas y financieras, más notablemente fue nombrado uno de los 100 personajes más influyentes del 2004 en la revista Time y el "Gutenberg of Video Games".
Desde 1997, Ken había sido el favorito para convertirse en el siguiente presidente de Sony. Disfrutaba de una relación muy cercana con el director ejecutivo Norio Ohga, qué le respaldó en los proyectos del chip de audio y en el de la PlayStation. El sucesor de Ohga, Nobuyuki Idei, promovió a Kutaragi como vicepresidente ejecutivo, director general de Operaciones Globales de Sony y vicepresidente en 2003. Durante una reorganización controvertida de la dirección en 2005, Kutaragi fue degradado de su puesto en el Consejo de Administración y reposicionado como jefe de electrónica de consumo. No obstante, Kutaragi se mantendrá como jefe de la división de juegos de Sony Computer Entertainment y se le da un nuevo título: Director General del Grupo.

### Valoración de los analistas de la industria
Los analistas creen que la degradación de Kutaragi fue sorprendente y verdaderamente violenta. Muchos atribuyen la degradación a su discurso en el Foreign Correspondents' Club en Tokio, dónde criticó la política de Sony de usar tecnología propietaria, criticando implícitamente el uso que la compañía hace de las tecnologías DRM, en referencia al fracaso de Sony a la hora de ofrecer una estrategia adecuada al éxito del iPod de Apple. Esto fue visto como una rotura en la cultura corporativa japonesa, ya que los empleados raramente critican a sus propias empresas.
Aunque Kutaragi no tuvo éxito liderando la división de electrónica de consumo, los analistas también sospechan que el director ejecutivo saliente de Sony, Nobuyuki Idei, lo había preparado para que Kutaragi fracasara, dado que ambos tenían una relación de trabajo fría. Idei le asignó a  Kutaragi la tediosa tarea de levantar la división de consumo, la cual ya había estado cayendo detrás de competidores tales como Samsung en el mercado de LCDs. Al rival de Kutaragi por el máximo puesto, Howard Stringer, se le dio la menos difícil tarea del negocio de contenido y, su éxito en Sony BMG resultó en su ascenso.
Sony Computer Entertainment, que Ken Kutaragi había estado encabezando desde sus inicios, tuvo un año 2004 muy débil después de bastantes años de crecimiento sólido. Durante aquel mismo año, las ventas de juegos de Sony cayeron hasta los $7.5 billones desde los $8.2 billones, y sus ingresos operativos descendieron hasta los $650 millones desde $1 billón, perdiendo $25 millones en el cuarto trimestre de 2004. Esto puede atribuirse parcialmente a la sobresaturación del mercado de videojuegos y a la guerra de precios que causó que la PS2 dejara de ser temporalmente el sistema más vendido.

### Séptima generación de consolas
Kutaragi etiquetó la Xbox 360 como "tan sólo una Xbox 1.5" e indicó que "quedó por detrás de la PlayStation 2". Kutaragi también habló de varias características hardware para demostrar la superioridad de la PS3 sobre la Xbox 360, pero finalmente no se incluyeron en el producto definitivo. Sin embargo, el Ejecutivo de SCE Tetsuhiko Yasuda no considera a Microsoft como a un competidor, y ha dicho que tal vez podrían considerar trabajar en juegos juntos.
El 8 de septiembre de 2006 Kutaragi admitió que la escasez de consolas PlayStation 3 en Norteamérica y Europa, además del retraso en el lanzamiento europeo, puso la fuerza del hardware de Sony en declive.

## 2006/2007 Movimiento en la directiva de SCEI
El 30 de noviembre de 2006 Kutaragi fue reemplazado como Presidente de Sony Computer Entertainment por Kaz Hirai, previamente Presidente de SCE América. Además de otros cambios de directiva, Kutaragi fue promovido a directivo de SCEI y mantuvo su puesto como consejero delegado del grupo.
El 26 de abril de 2007 se anunció que Kutaragi se retiraría y tomaría el rol de Directivo Honorario. En su lugar se colocó al entonces Presidente de SCEI, Kaz Hirai, que sería ascendido a Presidente y Consejero Delegado.